# فرودگاه کسیک آرامار
فرودگاه کسیک آرامار (به انگلیسی: Cacique Aramare Airport) (به زبان بومی: Aeropuerto Cacique Aramare) یک فرودگاه همگانی با کد یاتا PYH است که یک باند فرود آسفالت دارد و طول باند آن ۲۵۲۱ متر است. این فرودگاه در کشور ونزوئلا قرار دارد و در ارتفاع ۷۵ متری از سطح دریا واقع شده‌است.

## شرکت‌های هواپیمایی و مقصدهای پروازی
| شرکت‌های هواپیمایی | مقصدهای پروازی |
| ----------------- | -------------- |
| کونویاسا          | سیمون بولیوار  |